# 敦布拉瓦鄉 (普拉霍瓦縣)
44°52′N 26°12′E / 44.867°N 26.200°E
敦布拉瓦鄉（羅馬尼亞語：Comuna Dumbrava, Prahova），是羅馬尼亞的鄉份，位於該國中南部，由普拉霍瓦縣負責管轄，面積64平方公里，海拔高度92米，2012年人口4,505，人口密度每平方公里71人。